# Esther (Masque)
Esther (HWV 50a), oder Haman and Mordecai, oder The story of Esther ist eine Masque von Georg Friedrich Händel. Sie gilt als das erste englischsprachige Oratorium überhaupt. Händel vertonte hier ein alttestamentliches Drama aus dem Buch Ester.

## Entstehung
Nachdem er die Saison 1717 mit Wiederaufnahmen seiner Opern Rinaldo und Amadigi im King’s Theatre am Haymarket und der berühmten Aufführung seiner Wassermusik auf der Themse im Sommer abgeschlossen hatte, war Händel einer Einladung des Earl of Carnarvon (ab 1719 Duke of Chandos) gefolgt und verbrachte mehr als ein Jahr als Gast und Hauskomponist auf dessen Landsitz Cannons in der Grafschaft Middlesex, nicht weit von London. In dieser Zeit schrieb er für den kunstsinnigen Grafen außer Esther auch einige Anthems, sowie die Masque Acis and Galatea. Die Gattungsbezeichnung für Händels erste Fassung von Esther lässt sich deshalb nicht eindeutig klären, da das Autograph nur ohne die einleitende Sinfonia und somit ohne Überschrift überliefert ist. Händels Assistent Johann Christoph Schmidt der Ältere fertigte aber noch 1718 eine Abschrift an, die mit „Oratorium“ bezeichnet ist. Eine weitere Kopie aus dem gleichen Jahr gibt „Masque“ an. Insgesamt scheint die Bezeichnung „Oratorium“ zutreffender zu sein, wenn auch das Stück selbst stilbildend für diese Definition wurde. Das Problem der Gattungsbezeichnung „Masque“ ist aber, dass Esther in einigen typischen Merkmalen davon abweicht, z. B. darin, dass es keine Tänze oder gesprochene Passagen gibt und auf der anderen Seite Chöre einbezogen werden.
Die Uraufführung ist nicht sicher dokumentiert, wird aber aufgrund der 1718 erstellten Partiturabschriften auch für jenes Jahr angenommen. Dafür spricht auch, dass die verwendeten Instrumente weitgehend mit den Musikerlisten für Cannons in der fraglichen Zeit übereinstimmen. Das Werk, was in einer Abschrift Haman and Mordecai genannt wird (heute in der Staatsbibliothek zu Berlin), war zu diesem Zeitpunkt in sechs Szenen organisiert. Daraus zieht Winton Dean den Schluss, dass es szenisch aufgeführt worden sei, belegt ist dies jedoch nicht. Wie bei Acis and Galatea kann man aber zumindest vermuten, dass die Uraufführung in privatem Rahmen im Park oder im Schloss von Cannons und wenigstens halbszenisch stattfand, d. h. die Sänger in Kostüm und Maske vor einem gemalten Prospekt, aber mit Noten und ohne zu agieren, sangen. Die personelle Besetzung dieser Erstaufführung ist nicht bekannt.

## Aufführungsgeschichte
Nach der Aufführung in Cannons geriet Esther für lange Zeit in Vergessenheit. Am 23. Februar 1732 wurde es dann halböffentlich zu Händels Geburtstag in der Crown & Anchor Tavern (Strand), dem Sitz der „Academy of Ancient Music“, unter der Leitung von Bernard Gates aufgeführt. Gates war der Leiter des Kinderchors der Chapel Royal und ein Freund Händels. Die Aufführung wurde zweimal, am 1. und 3. März 1732 wiederholt. Bei einer dieser drei Aufführungen soll Händel anwesend gewesen sein. Nach dem Besuch der ersten Vorstellung schrieb Viscount Percival, später der 1. Earl of Egmont, in sein Tagebuch:

“From dinner I went to the Music Club, where the King’s Chapel boys acted the History of Hester, writ by Pope, and composed by Hendel. This oratoria or religious opera is exceeding fine, and the company were highly pleased, some of the parts being well performed.”

„Nach dem Abendessen ging ich in den Musikclub, wo die Knaben der King’s Chapel die von Pope geschriebene und von Händel komponierte Geschichte von Esther aufführten. Dieses Oratorium, oder sakrale Oper, ist außerordentlich schön und die Gesellschaft war hocherfreut, da einige Rollen gut ausgeführt wurden.“

Acht Wochen später, am 19. April, wurde im Daily Journal eine Aufführung von Esther am Abend des folgenden Tages beworben:

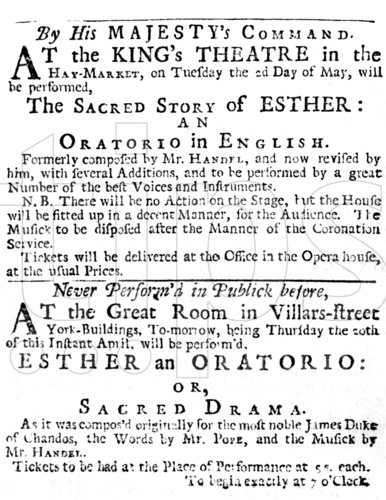
Annoncen im Daily Journal vom 19. April 1732: oben Händels Anzeige für den 2. Mai und unten die Anzeige der Konkurrenz für den 20. April.

Never Perform’d in Publick before,
AT the Great Room in Villars-street York-Buildings, To-morrow, being Thursday the 20th of this Instant April, will be perform’d, ESTHER an ORATORIO: OR, SACRED DRAMA. As it was compos’d originally for the most noble James Duke of Chandos, the Words by Mr. POPE, and the Musick by Mr. HANDEL. Tickets to be had at the Place of Performance at 5 s. each. To begin exactly at 7 o’Clock.

„Noch niemals zuvor öffentlich aufgeführt
Im großen Saal des York Buildings [York House, Strand] in der Villiers Street wird morgen, am Donnerstag, dem 20. April, Esther, ein Oratorium oder ein sakrales Drama aufgeführt. Es wurde ursprünglich für den edlen James Brydges, Duke of Chandos, komponiert, die Worte stammen von Herrn Pope, die Musik von Herrn Händel. Karten sind am Aufführungsort für je 5 Schilling erhältlich. Beginn ist pünktlich um 19 Uhr.“

Es ist nicht zu klären, wer die Initiatoren dieser Aufführung waren, eventuell Vater und Sohn Thomas Arne oder der Produzent John Rich. Jedenfalls scheint Händel dieses Projekt nicht gebilligt und im Vorfeld Wind davon bekommen zu haben, denn er reagierte in der gleichen Ausgabe der Zeitung prompt mit der Ankündigung einer eigenen Aufführung des Werkes, obwohl noch fast zwei Wochen Zeit bis dahin waren:

By His MAJESTY’s COMMAND. AT the KING’s THEATRE in the HAY-MARKET, on Tuesday the 2d Day of May, will be performed, The SACRED STORY of ESTHER: AN ORATORIO in ENGLISH. Formerly composed by Mr. HANDEL, and now revised by him, with several Additions, and to be performed by a great Number of the best Voices and Instruments. N. B. There will be no Action on the Stage, but the House will be fitted up in a decent Manner, for the Audience.

„Auf Befehl Seiner Majestät wird am Dienstag, dem 2. Mai, im King’s Theatre am Haymarket „Die heilige Geschichte von Esther: Ein englisches Oratorium“ gespielt. Vor Zeiten war es von Herrn Händel komponiert worden, nun wurde es von ihm überarbeitet und beträchtlich erweitert. Die Vorstellung wird mit vielen der besten Stimmen und Instrumentalisten bestritten. Hinweis: Es wird keine Aktionen auf der Bühne geben, aber der Saal wird für das Publikum angemessen hergerichtet sein.“

Diese Aufführung sollte der Beginn der Erfolgsserie der zweiten Fassung von Esther (1732, HWV 50b) sein. Siehe Esther (Oratorium).
Die erste Fassung, die Masque Esther (HWV 50a), ist im 18. Jahrhundert noch einige Male aufgeführt worden, wenn auch nicht klar ist, ob für diese Konzerte das Einverständnis Händels eingeholt wurde. Diese fanden in Bristol (1727), Stockholm (1734), London (Crown & Anchor Tavern, 1743 und 1753), Oxford (1748/49 und 1754), sowie in der Londoner Haberdashers‘ Hall für die Castle Society (1752 und 1759) statt. Danach ist diese Erstfassung wohl dem Vergessen anheimgefallen, was erst der Druck der Partitur im Rahmen der Händel-Gesamtausgabe durch Friedrich Chrysander im Jahr 1882 änderte. Seitdem erklingt diese „Cannons-Version“ wieder gelegentlich im Konzert.

## Libretto
Die Geschichte, welche dem Libretto zugrunde liegt, findet man im Buch Ester des Alten Testaments. Sie soll sich im 5. Jahrhundert v. Chr. zur Zeit der babylonischen Gefangenschaft der Juden in Mesopotamien in der Stadt Susa zugetragen haben. Dieser biblischen Erzählung nach lebte Esther nach dem Tod ihres Vaters Abihajil mit ihrem Cousin und Vormund Mordechai aus dem Stamm Benjamin in der Verwaltungshauptstadt des Perserreiches und Winterresidenz der Könige und wurde dank ihrer Schönheit vom Perserkönig Ahasveros (gleichgesetzt mit Xerxes I., Großkönig 486–465 v. Chr. oder seinem Sohn und Nachfolger Artaxerxes I., Großkönig 465–424 v. Chr.) zur Hauptfrau und Königin erwählt, nachdem er seine ungehorsame Frau Waschti verstoßen hatte. Im Buch Ester wird erzählt, Mordechai habe sich geweigert, vor dem Großwesir Haman als höchstem Regierungsbeamten des Königs wie befohlen niederzuknien und das Haupt zur Erde zu beugen.
Diese Vorgeschichte wird der Handlung des Oratoriums als bekannt vorausgesetzt. In den verschiedenen überlieferten Drucken des Librettos werden als Autoren zumeist John Arbuthnot, aber auch Alexander Pope genannt. Beide Dichter waren mit dem Earl of Carnarvon eng verbunden. Das Libretto basiert locker auf der gleichnamigen Tragödie von Jean Racine (1689), die der Oxforder Dramatiker Thomas Brereton ins Englische übertragen hatte und 1715 in London unter dem Titel ESTHER; or, Faith Triumphant, A SACRED TRAGEDY drucken ließ. In seiner Widmungsvorrede lobt Brereton die Vorzüge seines Dramas,

“[…] because here are interwrought throughout, after the Manner of the antient Greek Chorus’s [...] diverse Psalms or Hymns; which to such as are especially inclin’d to Musick, will have all the good Effects of the Modern Opera, without any of its Absurdities.”

„[…] weil hier überall im Stil der antiken griechischen Chöre verschiedene Psalmen bzw. Hymnen einbezogen worden sind, die für jene, die der Musik besonders zugeneigt sind, den gleich guten Effekt wie eine moderne Oper haben, aber ohne deren Absurditäten.“

## Handlung

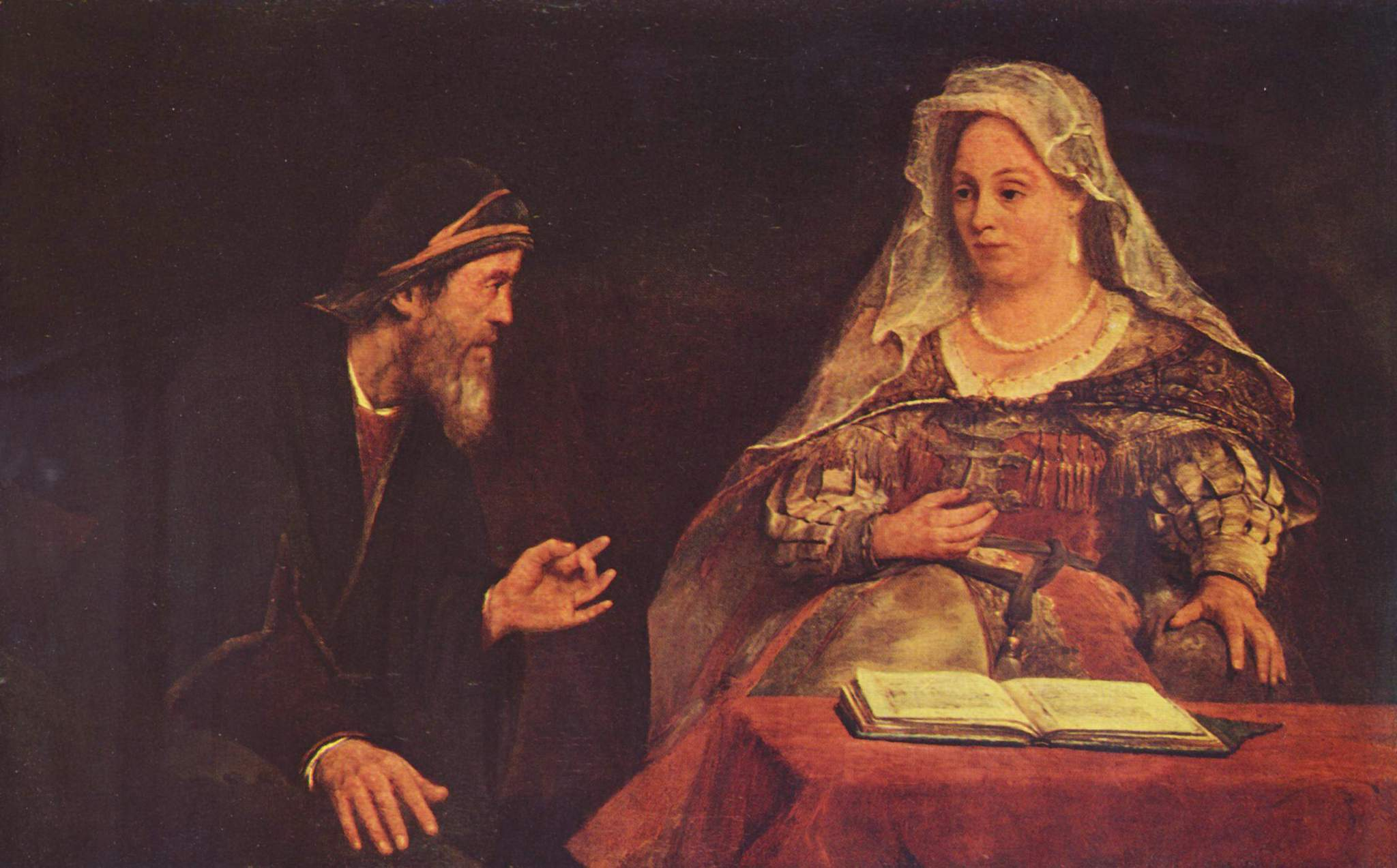
Esther and Mordecai, Arent de Gelder, Dordrecht 1685

Habdonah, ein Hauptmann Hamans, setzt sich bei seinem Herrn für die Juden ein, doch dieser beschließt, als Vergeltung für Mordecais Beleidigung, die Ausrottung aller Juden im gesamten persischen Reich anzuordnen.
Derweil feiern die Juden Esthers Thronbesteigung als Königin von Persien und loben Gott.
Doch ihre Freude schlägt in Trauer um, als sie Nachricht davon erhalten, dass Haman die Tötung aller Juden angeordnet hat.
Esther fragt Mordechai, warum er traurig ist und er erklärt ihr, dass der König dem Rat seines Ministers gefolgt ist und die Ausrottung der Juden angeordnet hat. Er bittet Esther, an ihren Mann zu appellieren, den Befehl zu widerrufen, aber sie erklärt ihm, dass es bei Todesstrafe verboten sei, sich dem König zu nähern, ohne dass dieser nach ihr gerufen habe.
Sie beschließt, dieses Risiko dennoch einzugehen und geht zum König, der ihr den Verstoß gegen das Protokoll verzeiht und ihr verspricht, jede Bitte zu erfüllen. Doch Esther bittet lediglich darum, dass der König und Haman an einem von ihr selbst ausgerichteten Fest teilnehmen sollen.
Während des Essens erinnert Esther den König daran, dass Mordecai ihm das Leben gerettet hat, und verrät ihre jüdische Herkunft. Sie erklärt dem König, dass der Befehl zur Ausrottung der Juden auch gegen Mordecai und sie selbst gerichtet sei. Haman hatte einen Galgen vorbereitet, an dem Mordecai gehängt werden sollte, doch der König befiehlt nun, Haman selbst dort hinzurichten. Mordecai indes belohnt er mit königlichen Ehren. Die Juden danken und preisen Gott für ihre Befreiung und wollen diesem in Jerusalem einen neuen Tempel bauen.

## Musik
Mehr als die Hälfte der Musik findet man auch in Händels älteren Werken. Dabei handelt es sich in Esther um Übernahmen, die teils unverändert blieben und nur neu textiert wurden, teils angepasst wurden, oder es sind Gemeinsamkeiten, die darauf schließen lassen, dass es eine heute unbekannte Vorlage gab, aus der Händel sowohl für die Brockes-Passion (HWV 48) als auch für Esther parodierte.
So sind z. B. die Nummern 11 (Tears assist me), 13 (Who calls my parting soul) 16 (Virtue, truth, and innocence) mit dem entsprechenden Satz in der Brockes-Passion identisch, während die Nummern 4 (Shall we of servitude complain), 9 (O Jordan, sacred tide), 10 (Dread not, righteous Queen), 14 (O beauteous Queen), das Accompagnato Nr. 19 (Turn not, o Queen, thy face away) und das Ritornell der Arie Nr. 1 (Pluck root and branch) recht nah beim vergleichbaren Satz der Passion sind.
Anleihen macht Händel darüber hinaus auch an seiner Kammermusik, italienischen Kantaten und der Oper Ottone (HWV 15, 1723).
Einige Merkmale der Komposition von Esther können für das spätere englische Oratorium Händels durchaus als stilbildend eingeordnet werden. So geht das Sujet auf das Alte Testament zurück, was das Werk, wie auch seine späteren Oratorien, auf eine sehr ernsthafte Ebene hebt. Zum anderen fällt dem Chor eine bedeutsame Rolle zu, nicht nur, dass er viel zu singen hat, sondern auch, dass er als handelndes Subjekt in das Geschehen eingreift, was Händel völlig neue Möglichkeiten der musikalischen Gestaltung eröffnete.
Obwohl in Cannons nur wenige Musiker zur Verfügung standen (Acis and Galatea z. B. wurde dort 1718 wohl mit nur sieben Musikern erstaufgeführt), ist Händels Partitur wirkungsvoll instrumentiert. So werden beispielsweise der Wechsel von „Solo“- und „Tutti“-Passagen, Pizzicato oder Con sordino der Streicher als Begleitung z. B. einer obligaten Harfe wirkungsvoll eingesetzt. Das Werk endet mit einem ausgedehnten und grandiosen Chorsatz.

## Orchester
Oboe, Trompete, zwei Hörner, Harfe, Streicher und Basso continuo (Violoncello, Laute, Cembalo).

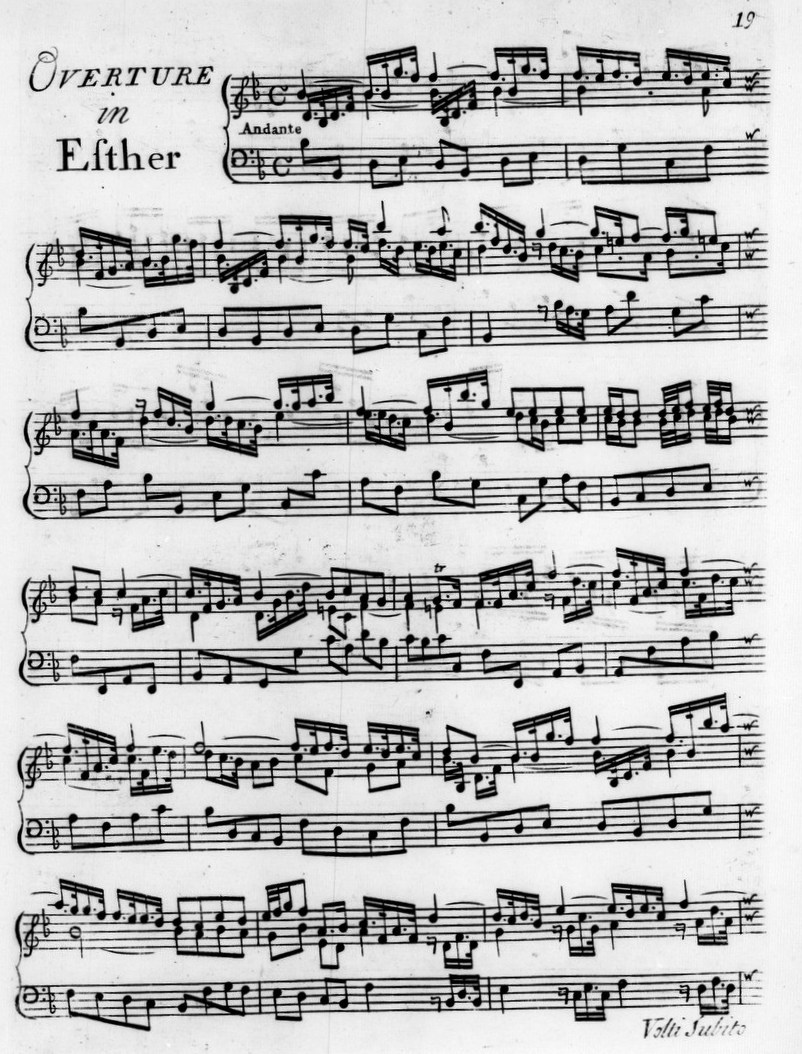
Beginn der Ouverture,
Cembalofassung, Druck von John Walsh, London 1734

## Struktur der Masque
|           | Sinfonia. (Andante – Larghetto – Allegro) (Ob, 2 Vl, BC)                                              |
| Scene I   | Recitative. Habdonah, Haman ’Tis greater far to spare                                                 |
|           | 1. Air. Haman (Ob, 2 Vl, BC) Pluck root and branch from out the land                                  |
|           | Recitative. Zweiter Israelite/Officer Our souls with ardour glow                                      |
|           | 2. Chorus. (Ob, 2 Vl, BC) Shall we God of Israel fear?                                                |
| Scene II  | Recitative. Zweiter Israelite Now persecution shall lay by her iron rod                               |
|           | 3. Air. Zweiter Israelite (Ob, 2 Vl, BC) Tune your harps to cheerful strains                          |
|           | 4. Chorus. (Ob, 2 Vl, BC) Shall we of servitude complain                                              |
|           | 5. Air. Erster Israelite (Str, Hf, BC) Praise the Lord with cheerful noise                            |
|           | Recitative. Erster Israelite O God, who from the suckling’s mouth                                     |
|           | 6. Air. Zweiter Israelite (Ob, 2 Vl, BC) Sing songs of praise, bow down the knee                      |
|           | 4. Chorus da capo. (Ob, 2 Vl, BC) Shall we of servitude complain                                      |
| Scene III | Recitative. Dritter Israelite How have our sins provok’d the Lord                                     |
|           | 7. Accompagnato. Dritter Israelite (2 Vl, BC) Methinks I hear the mother’s groans                     |
|           | 8. Chorus. (Ob, 2 Vl, BC) Ye sons of Israel, mourn                                                    |
|           | 9. Air. Dritter Israelite (2 Vl, BC) O Jordan, Jordan, sacred tide!                                   |
|           | 8. Chorus da capo. (Ob, 2 Vl, BC) Ye sons of Israel, mourn                                            |
| Scene IV  | Recitative. Esther, Mordecai Why sits that sorrow on thy brow?                                        |
|           | 10. Air. Mordecai (2 Vl, BC) Dread not, righteous Queen, the danger                                   |
|           | Recitative. Esther I go before the King to stand                                                      |
|           | 11. Air. Esther (Ob, 2 Vl, BC) Tears assist me, pity moving                                           |
|           | 12. Chorus. (Ob, 2 Vl, BC) Save us, o Lord                                                            |
| Scene V   | Recitative. Assverus, Esther Who dares intrude into our presence                                      |
|           | 13. Duet. Esther, Assverus (2 Vl, BC) Who calls my parting soul from death?                           |
|           | 14. Air. Assverus (2 Vl, BC) O beauteous Queen, unclose those eyes!                                   |
|           | Recitative. Esther If I find favour in thy sight                                                      |
|           | 15. Air. Assverus (Ob, 2 Vl, BC) How can I stay when love invites?                                    |
|           | Recitative. Erster und Zweiter Israelite With inward joy his visage glows                             |
|           | 16. Chorus. (Ob, Str, BC) Virtue, truth, and innocence                                                |
|           | 17. Arioso. (The Invocation) Dritter Israelite (Ob, 2 Hr, Str, BC) Jehovah, crown’d with glory bright |
|           | 18. Chorus. (Ob, 2 Hr, Str, BC) He comes, he comes to end our woes                                    |
| Scene VI  | Recitative. Assverus, Esther Now, o Queen, thy suit declare                                           |
|           | 19. Accompagnato (Arioso). Haman (Str, BC) Turn not, o Queen, thy face away                           |
|           | 20. Air. Esther (Ob, 2 Vl, BC) Flatt’ring tongue, no more I hear thee!                                |
|           | Recitative. Assverus Guards, seize the traitor, bear him hence!                                       |
|           | 21. Air. Haman (Ob, 2 Vl, BC) How art thou fall’n from thy height!                                    |
|           | 22. Chorus. (Ob, Trp, Str, BC) The Lord our enemy has slain                                           |

## Diskografie (Erste Fassung)
- Decca 4144232 (1984): Patrizia Kwella (Esther), Anthony Rolfe Johnson (Assverus), David Thomas (Haman), Ian Partridge (Mordecai), Emma Kirkby (Erster Israelite), Paul Elliott (Zweiter Israelite), Drew Minter (Dritter Israelite), Andrew King (Habdonah)
Westminster Cathedral Boys Choir, The Academy of Ancient Music, Dir. Christopher Hogwood (97 min)
- Linn CKD397 (2012): Susan Hamilton (Esther), James Gilchrist (Assverus & Habdonah), Matthew Brook (Haman), Nicholas Mulroy (Mordecai), Electra Lochhead (Erster Israelite), Thomas Hobbs (Zweiter Israelite), Robin Blaze (Dritter Israelite)
Dunedin Consort, Dir. John Butt (99 min)
- Coro COR16019 (1995): Lynda Russell (Esther), Thomas Randle (Assverus), Michael George (Haman), Mark Padmore (Mordecai), Nancy Argenta (Erster Israelite), Matthew Vine (Zweiter Israelite), Michael Chance (Dritter Israelite), Simon Berridge (Habdonah)
The Sixteen, Dir. Harry Christophers (105 min)